# جوزيف لانغ
جوزيف لانغ (بالإنجليزية: Joseph Lang)‏ (4 فبراير 1911 – 13 نوفمبر 1990) هو ملاكم أمريكي راحل، مثّل بلاده في الألعاب الأولمبية الصيفية 1932.

## روابط خارجية
جوزيف لانغ على موقع أوليمبيديا (الإنجليزية)